# Leone Giovanni Battista Nigris
Leone Giovanni Battista Nigris (Ampezzo, 27 de agosto de 1884-Roma, 21 de septiembre de 1964) fue un arzobispo católico italiano, diplomático papal y empleado de la Curia romana. Fue Nuncio Apostólico en Albania (1938-1947) y Secretario General de la Obra de Propaganda Fidei.

## Biografía
Leone Giovanni Battista Nigris nació en 1884, en la localidad italiana Ampezzo, provincia de Udine, región de Friuli-Venecia Julia. Tras recibir la ordenación sacerdotal el 18 de julio de 1909, dedicó los veinte años siguientes a la docencia y la administración educativa.
El 18 de agosto de 1938, el Papa Pío XI lo nombró arzobispo titular de Filipos y Delegado Apostólico en Albania.
Recibió su consagración episcopal el 25 de septiembre de 1938 de manos de Giuseppe Nogara, arzobispo de Udine.
El 11 de noviembre de 1939, el Papa Pío XII lo nombró Administrador Apostólico del Sur de Albania. En esta región tradicional ortodoxa más que católica de Albania, guio a los misioneros católicos a un enfoque menos agresivo de las conversiones, aconsejando el enfoque menos agresivo de la persuasión proporcionando modelos de vida virtuosa en lugar de argumentos; sospechaba de las conversiones masivas. Temía que la ocupación italiana de Albania en 1939 endureciera las divisiones sectarias.
En 1945, el nuevo gobierno comunista, con la intención de establecer una iglesia nacional sin vínculos con Roma, lo arrestó y expulsó de Albania como persona non grata.
De regreso a Roma, se convirtió en secretario de la Congregación para la Propagación de la Fe.
Murió en Roma el 21 de septiembre de 1964 a la edad de ochenta años.